# Passiflora punctata
Passiflora punctata je biljka iz porodice Passifloraceae.